# Амр ібн аль-Ас
Абу Абдуллах Амр ібн аль-Ас аль-Кураші (араб. عمرو بن العاص; нар. 573 чи 585, Мекка — 6 січня 664, Фустат, Єгипет) — арабський політичний діяч, полководець VII століття. Сучасник Мухаммеда, спочатку один з найзаклятіших ворогів пророка Мухаммеда та його вчення, проте після Битви «біля рову» (Хандак), став одним із сподвижників Пророка.

## Біографія
Його повне ім'я: Абу Абдуллах Амр ібн аль-Ас ібн Ваіль ібн Хашім ібн Саід ібн Хасм аль-Кураші. Точна дата народження невідома, вважається, що він народився до 592 року в Мецці. Його батьки були: батько — Аль-Ас ібн Ваіль і мати — Лейла бінт Хармалах. Амр належав до клану курайшитів Бан Заму. Перед своєю військовою кар'єрою, Амр був торговцем, супроводжуючим уздовж комерційних торгових шляхів через Азію та на Близькому Сході, включаючи Єгипет. Амр був проникливою, дуже розумною людиною і належав до знаті курайшитів. Амр був одним із впливових курайшітскіх лідерів і протягом тривалого часу діяв проти мусульман. Саме він був посланий курайшитами до ефіопського Негусу Наджаші, щоб домогтися полону і видачі емігруваних в цю країну мусульман. Однак ця місія провалилася. Після того, як він прийняв Іслам з Халідом ібн аль-Валідом, він став великим полководцем, борцем за ісламські справи. Перша мечеть була побудована в Африці під його заступництвом, і досі відома як Мечеть Амра. Він став головнокомандуючим мусульманських арабських військ в Єгипті в 640 році нашої ери. У 664 році Амр ібн аль-Ас тяжко захворів і помер. Повідомляється, що перед смертю він покаявся в своїх гріхах і шкодував про те, що несправедливо обійшовся з халіфом Алі.

## Прийняття Ісламу та команндування мусульманськими військами Мухаммеда
Амр ібн аль-Ас бився проти сподвижників ісламу в декількох битвах. Після переселення (хіджри) мусульман з Мекки в Медіну, Амр брав участь в кількох битвах проти Ісламу: Битва при Бадрі, Ухді та Хандакі. Він був командиром загону курайшитів в Битві при Ухді. Під час боротьби проти мусульман, він побачив їхній обряд молитви і дуже цим зацікавився і намагався дізнатися більше про Іслам. Після битви « у рову», ібн аль-Ас зрозумів, що продовження боротьби проти мусульман не має ніякого сенсу і приречено на поразку. Та після підписання Хадайбійського мирного договору (8/629 г.), Амр, разом з Халідом ібн Валідом, прибув до пророка Мухаммеда (с.а.с) в Медіну і оголосив про прийняття Ісламу. Незадовго до завоювання Мекки мусульманами, пророк Мухаммад дізнався про те, що проти них мають намір виступити племена Джузам, Лахму, Кудда, Аміла і Узра. У відповідь на це, він розпорядився зібрати проти них добровольців з числа мухаджирів і ансарів. На чолі цього загону він поставив Амра ібн аль-Аса. Побачивши наближення мусульманських військ, озброєні сили цих племен не наважилися вступити з ними в бій і розсіялися. А Амр, разом зі своїм загоном, повернувся в Медіну.
Після завоювання Мекки мусульманами, Амр ібн аль-Ас був посланий пророком Мухаммадом для руйнування ідола Сува, який шанувався арабами-язичниками.
Абу Бакр, Усман і Абу Убайда ібн аль Джаррах служили у Амр ібн аль-Ас в кампанії Джихад Ас-Саласіл. У той час, Амр ібн аль-Ас був їхнім головним не тільки в армії, але і лідером в релігійній службі.
Амр був посланий Мухаммедом в Оман і зіграв ключову роль у переговорах з лідерами народів Джафар і Аббадо ібн Аль-Джуланд. Потім він займав посаду губернатора регіону незабаром після смерті Мухаммеда.

## Амр при халіфатах Абу Бакра та Умара
У період правління першого Праведного халіфа Абу Бакра, Амр успішно воював з віровідступниками, а потім пішов на війну з Візантією. Там він брав участь у боях на сирійському напрямі і відзначився в битвах при Ярмук, взятті Дамаску і Аджнадейни, взяв участь в завоюванні Палестини.
Тут проявився полководницький талант Амра, який повністю реалізувався при завоюванні мусульманами Єгипту. Ініціатором цього військового походу на Єгипет був саме Амр ібн аль-Ас, який попросив про це халіфа Умара. Халіф, трохи повагавшись, погодився дати дозвіл на цей похід. Він відправив до нього на допомогу війська під командуванням Зубайра ібн Аввама. Отримавши підкріплення, Амр перейшов в наступ і зумів зломити опір візантійського намісника Єгипту Мукавкаса. Пророк Мухаммад (с.а.с.) сказав Амру: «Коли ви будете завойовувати Єгипет, будьте ласкаві до людей, тому що вони ваші рідні і близькі». Жінка Мухаммада (с.а.с) — Марія аль-Қібтія (копт) була єгиптянкою. Після того як Амр ібн аль-Ас завоював Єгипет, він повідомив про це Мікакаусу, Патріарху Александрійскому, який відповів, що «… тільки пророк міг посилатися на таке ставлення!», посилаючись на шлюб Авраама з Агарі. Вторгнення почалося наприкінці 639 року, після того як Амр перетнув Синайський півострів разом з 3500—4000 воїнами. Після завоювання невеликих укріплених містечок Пелусії (араб. Аль — фарам) і раптового нападу на округу Білбейс, Амр попрямував до Вавилону, до фортеці (в районі сучасного коптського Каїра). Після деяких сутичок на південь від області, Амр вирушив на північ в напрямку Геліополіса (разом з підкріпленням в 12000 чоловіків досягли його з Сирії, які прибули 6 червня 640 р) проти численних візантійських сил в Єгипті. Перемога мусульман в битві при Геліополісу, привела до падіння більшої частини території країни. Результат битви при Геліополісі був вирішений, незважаючи на те, що фортеця Вавилона тримала облогу кілька місяців, а візантійська столиця Олександрія, яка була столицею Єгипту протягом тисячі років, здалася через кілька місяців після цього. Мирний договір був підписаний наприкінці 641 р, в руїнах палацу в Мемфісі. Хоча єгиптяни не підтримували візантійські війська, під час арабського завоювання, деякі села почали організовувати проти них нові загони опору. Після битви при Нікіоу 13 травня 641 року, арабські війська, перемігши візантійські, зруйнували багато єгипетських сіл на їх шляху до Олександрії, такі села як Дельта повстали проти нових загарбників. Єгипетський опір буво без єдиного головнокомандувача і тому закінчився невдачею.
Незважаючи на короткий повторне завоювання візантійськими військами в 645 року, після перемоги мусульман в битві при Нікіоу, країна як і раніше твердо залишилася під владою мусульман. Незабаром весь Єгипет, і навіть частина Північної Африки, опинилася під контролем армії Халіфату.
Після цих успіхів, халіф Умар призначив Амра намісником Єгипту. Однак в період правління халіфа Усмана, про Амра стали надходити скарги і він був зміщений з цієї посади у зв'язку з порушеннями в податковій сфері. Після цього він тимчасово відійшов від політики. Незважаючи на свою образу, він не виступив проти Усмана коли в Халіфаті почався період потрясінь (Фітна). У цей момент він знаходився в Палестині.

## Амр при халіфаті Алі та судя на Сіффіській битві
Після приходу до влади халіфа Алі, Амр знову зайнявся політичною діяльністю. Він підтримав правителя Сирії Муавія ібн Абу Суфьяна і став командувати його армією. Є повідомлення про те, що він це зробив тому, що йому було обіцяно владу над Єгиптом. Коли Алі послав свого представника в Сирію, Муавія і Амр відмовилися визнати владу халіфа, звинувативши його в приховуванні вбивць Османа. Амр, був відправлений на завдання від табору Муавії, щоб домовитися про угоду між Муавієй і Алі після битви в Сіффіні, у них було протистояння один з одним. Перша зустріч була узгоджена обома сторонами, але рішення не було прийнято. Коли Муавія був близький до поразки, він загітував політичні проблеми для Алі, що підштовхнуло його погодитися на інші зустрічі. Амр, скориставшись цим шансом, пообіцяв Муавії, що якщо він зможе перемогти Алі, то він повинен стати правителем Єгипту. Муавія прийняв його пропозицію і відправив Амра як свого представника. У рамках цих переговорів, як Муавія так і Алі погодилися прийняти Коран як основу для остаточного рішення і призначити Абдуллах Б. Кайс Абу Муса аль-Ашарі як арбітра для табору Алі і Амра як арбітра для табору Муавії. Якщо вони не знайдуть те, що вони шукали в Корані, вони будуть використовувати приклад з Сунни Пророка, що складається із записаних дій його життя. Нарешті, вони вирішили, що і Алі, і Муавія повинні були шляхом переговорів вирішити розбіжності.
Це призвело Амра до спроби підкупити Абу-Мусу, сказавши, що якщо він буде на боці Муавії він дасть йому управління над будь-якою провінцією, яку він захоче. Абу Муса відхилив цю пропозицію. Тоді Амр повідомив Муавію, що буде продовжувати звинувачувати Алі в смерті Османа. Амр заявив, що Муавія повинен помститися за кров свого одноплемінника — це і було причиною насильства і недовіри до Алі. Вирішено було створити третейський суд. Обидва арбітра врешті-решт погодилися, що ні Муавія ні Алі свою цінність посади халіфа. Ця угода була прийнята за закритими дверима між цими двома. Коли їх вибір був оголошений, люди зібралися разом, щоб почути вирок. Амр сказав, щоб Абу Муса говорив першим: «О люди, безумовно, найкращий з людей той, хто добре ставиться до себе і найлютіший той, хто зі злом ставиться до себе. Ви прекрасно знаєте, що ці війни не пощадили ні праведного і богобоязливого, ні того хто правий, ні того хто в омані. Я, таким чином, після ретельного розгляду, вирішив, що треба скинути як Алі, так і Муавія і призначити для цієї справи Абдаллаха ібн Омара аль-Хаттаба, тому що він не має відношення до цих воєн ні рукою, ні мовою. Ось, я приберу Алі від халіфату, також як я видалю моє кільце з мого пальця».
Потім була черга Амр ібн аль-Асу говорити і він сказав: «Ось, це Абдаллаха Б. Кайс Абу Муса аль-Ашарі, депутат народу Яман до Посланця і представник Омара Б. аль-Хаттаб, і судя народу Іраку; він зняв свого товариша Алі від халіфату. Що стосується мене, я пдтримую Муавія в халіфаті так міцно, як це кільце навколо мого пальця».
Таким чином, третейський суд не призвів ні до яких результатів і громадянська війна в Халіфаті продовжилася. Цього разу події розвивалися з перевагою сирійців. Справа в тому, що після третейського суду становище Алі різко ускладнилося і його покинули деякі колишні прихильники, які і змусили його піти на перемир'я в Сіффіні. Вони стали називатися хариджити і воювали, як проти Алі, так і проти Муавії. Це призвело до падіння влади Алі і підйомом Муавії, як лідера мусульманської імперії, яка змінила хід історії Імперії. Через підтримку Амра Муавії, він був правителем Єгипту.

## Правління Амр ібн аль-Аса в Єгипті
Амр мав підтримку в Єгипті серед населення Коптських християн. Кір, римський правитель вигнав коптського патріарха Бенджаміна у вигнання. Коли Амр завоював Олександрію, коптський дворянин (duqs), якого називали Санутіус переконав його, надіслати листа, в якому йдеться про надання безпеки для Веніаміна і запрошення повернутися в Олександрію. Коли він прибув, після 13-річного поневіряння, Амр ставився до нього з повагою. Потім він отримав вказівку від правителя відновити контроль над коптською церквою. Він відновив монастирі в Ваді Натрун, які були розорені Халкідонськими християнами, які все ще існують, як діючі монастирі в даний час
Пізніше, Осман зняв Амра з позиції правителя Єгипту.
Після повернення Амра, навіть через багато років, єгипетське населення також працювало з Амром. Благочестивий біограф коптського патріарха Бенджаміна, описує нам вражаюче зображення патріарха, який молиться за успіх мусульманського командира Амра проти християн Киренаїки. Бенджамін жив протягом майже двадцяти років після завоювання Єгипту мусульманами, помер від старості і в пошані в 661 році. Його тіло було поховано в Монастирі Св. Макарія, де він як і раніше шанується, як святий. Немає ніяких сумнівів у тому, що він зіграв важливу роль у виживанні коптської церкви . Коптський патріарх Бенджамін також молився за Амра, коли він поїхав завойовувати Лівію.
Ще більш вражаючим є вердикт Іоанна Нікіу, Іоанн не був прихильником мусульманського уряду, але він каже про Амра: «Він брав податки, які були визначені, але він не взяв нічого з майна церков і він не зробив ніякого акту грабежу, і він зберіг їх протягом всього часу правління».
З усіх ранніх мусульманських завоювань, завоювання Єгипту було найшвидшим і найбільш повним. Протягом двох років країна повністю перейшла під владу арабів. Ще більш дивно, що залишилася під владою мусульман з тих пір і досі. Рідко в історії можуть присходити настільки масивні політичні зміни так швидко, і триматися так довго і міцно.
Укба потім використовує Єгипет, як стартовий майданчик для переміщень по всій Північній Африці аж до Атлантичного океану. Укба досягає Атлантики. Цей момент уславився легендою. Кажуть, що він зайшов на коні в море, до тих пір поки вода не підійшла до його живота. Він вигукнув «О, Боже, якби море не зупинило мене, я б пройшов через землі, як Олександр Македонський (Зуль Карнайна), захищаючи свою віру». Образ арабського воїна, чиї успіхи в завоюванні в ім'я Бога були зупинені тільки океаном, залишається одним з найбільш пам'ятних за всю історію завоювань.